# Aspenäs, Ängelholms kommun
Aspenäs är en bebyggelse vid södra stranden av om Västersjön i Tåssjö socken i Ängelholms kommun. SCB avgränsade här en småort från 2020 till 2023.